# 日産・FR-Lプラットフォーム
日産・FR-Lプラットフォームは、日産自動車のFR車、およびそれをベースとした4WD車用のプラットフォームである。フロントミッドシップパッケージを採用しているため、FMプラットフォームとも呼ばれるほか、Eセグメント車向けプラットフォームなので、Eプラットフォームという名称で呼ばれることもある。なお、「FR-L」は大型FR車を表す。

## 概要
V型6気筒エンジンあるいはV型8気筒エンジンをフロントミッドシップに配置する「フロントミッドシップパッケージ」（Front Midship Package: FMパッケージ）が採用されている。そのほか、FR-Lプラットフォーム採用車は基本的にロングホイールベース・ショートオーバーハング、大径ホイールの採用がなされており、走行性能や室内空間、重量配分を向上している。GT-Rの開発責任者として有名な水野和敏の指揮の下で開発されている。

## 採用車種

### セダン
- V35型スカイラインセダン
  - インフィニティ・G35セダン
- V36型スカイラインセダン
  - インフィニティ・G35セダン/G37セダン
- Y50型フーガ
  - インフィニティ・M35/M45
- Y51型フーガ
  - インフィニティ・M37/M56/M30d/M35ハイブリッド
  - HGY51型日産・シーマ
- 日産・スカイラインセダン V37
  - インフィニティ・Q50セダン

### クーペ
- CV35型スカイラインクーペ
  - インフィニティ・G35クーペ
- CV36型スカイラインクーペ
  - インフィニティ・G37クーペ
- インフィニティ・G37コンバーチブル（G37カブリオレ）
- インフィニティ・Q60
- Z33型フェアレディZ
- Z34型フェアレディZ
- RZ34型フェアレディZ

### SUV/ワゴン
- M35型ステージア
- 日産・スカイラインクロスオーバー
  - インフィニティ・EX
- インフィニティ・FX35/FX45
- インフィニティ・FX35/FX37/FX50

## その他
「FR-Lプラットフォーム」は大型FR車用のプラットフォームの総称でもあるため、一部では他のFR-Lプラットフォーム採用車とプラットフォームを一切共有していないE51型エルグランドがFR-Lプラットフォームを使用していると表現されることもある。